# Žlutí tučňáci na Vltavě
Žlutí tučňáci na Vltavě, nazývaní také Fronta tučňáků na Kampě, je sousoší umístěné ve vyústění Smíchovského plavebního kanálu na řece Vltava u Muzea Kampa u Sovových mlýnů na ostrově Kampa na Malé Straně v Praze 1.

## Popis a historie díla
Žlutí tučňáci na Vltavě je soubor 33 žlutých plastových svítících tučňáků umístěných na nábřežní zdi. Všichni tučňáci jsou stejní a propojeni kabelem s elektroinstalací. Dílo vzniklo v roce 2008 jako součást výstavy „Re-evolution“ italských umělců z výtvarné skupiny Cracking Art Group. Je součástí exteriéru Muzea Kampa a je celoročně volně přístupné.

## Galerie

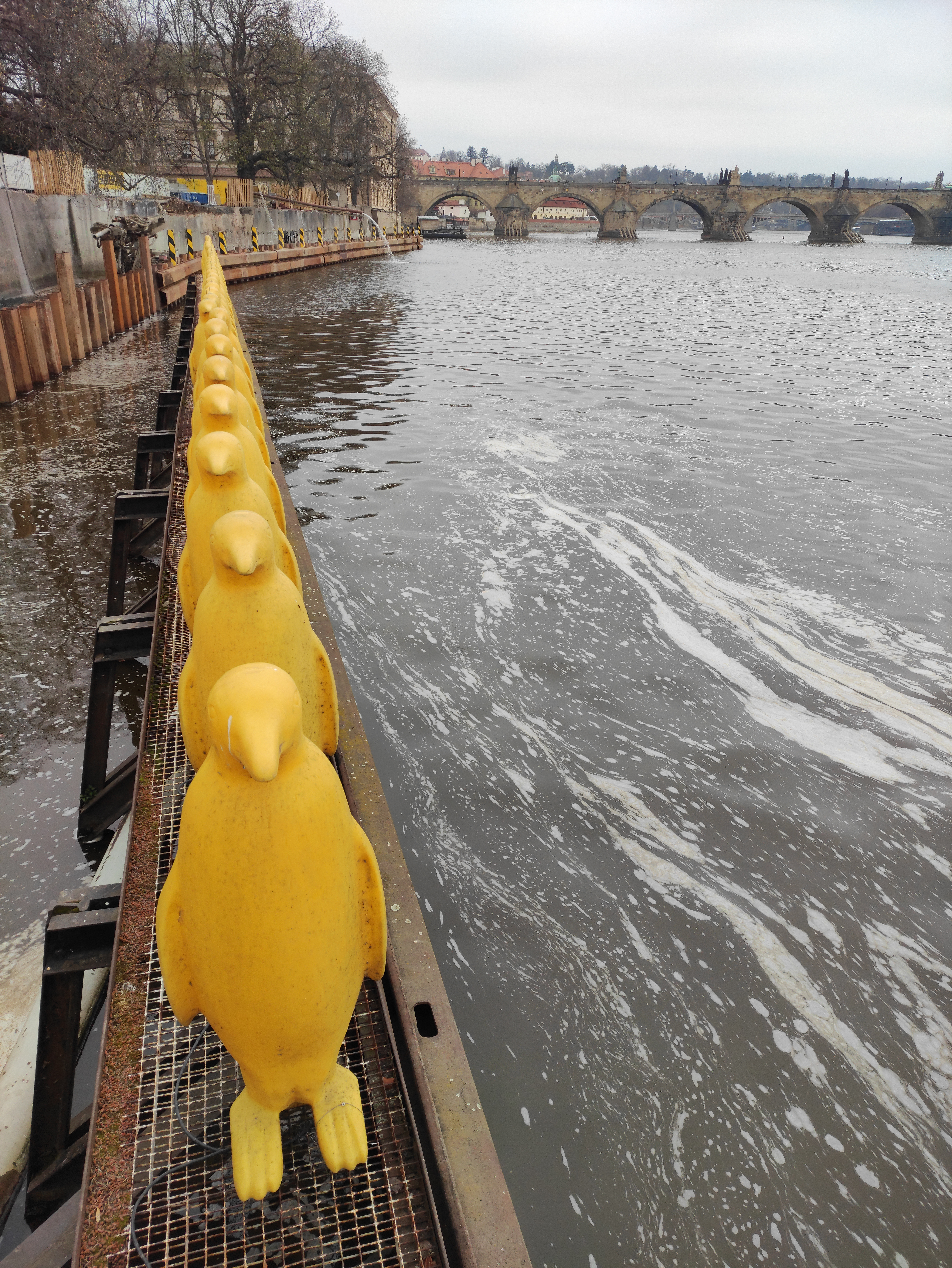
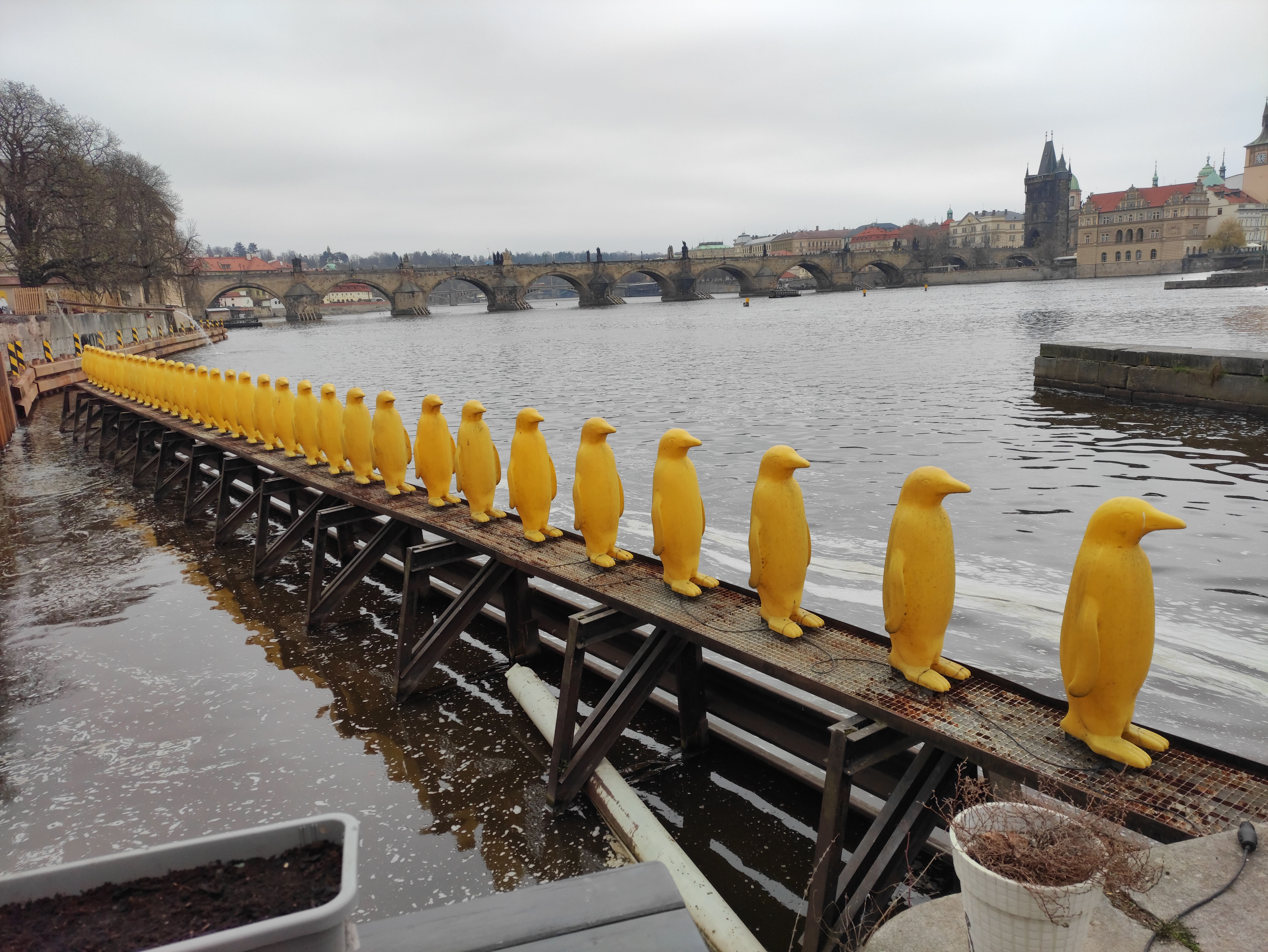
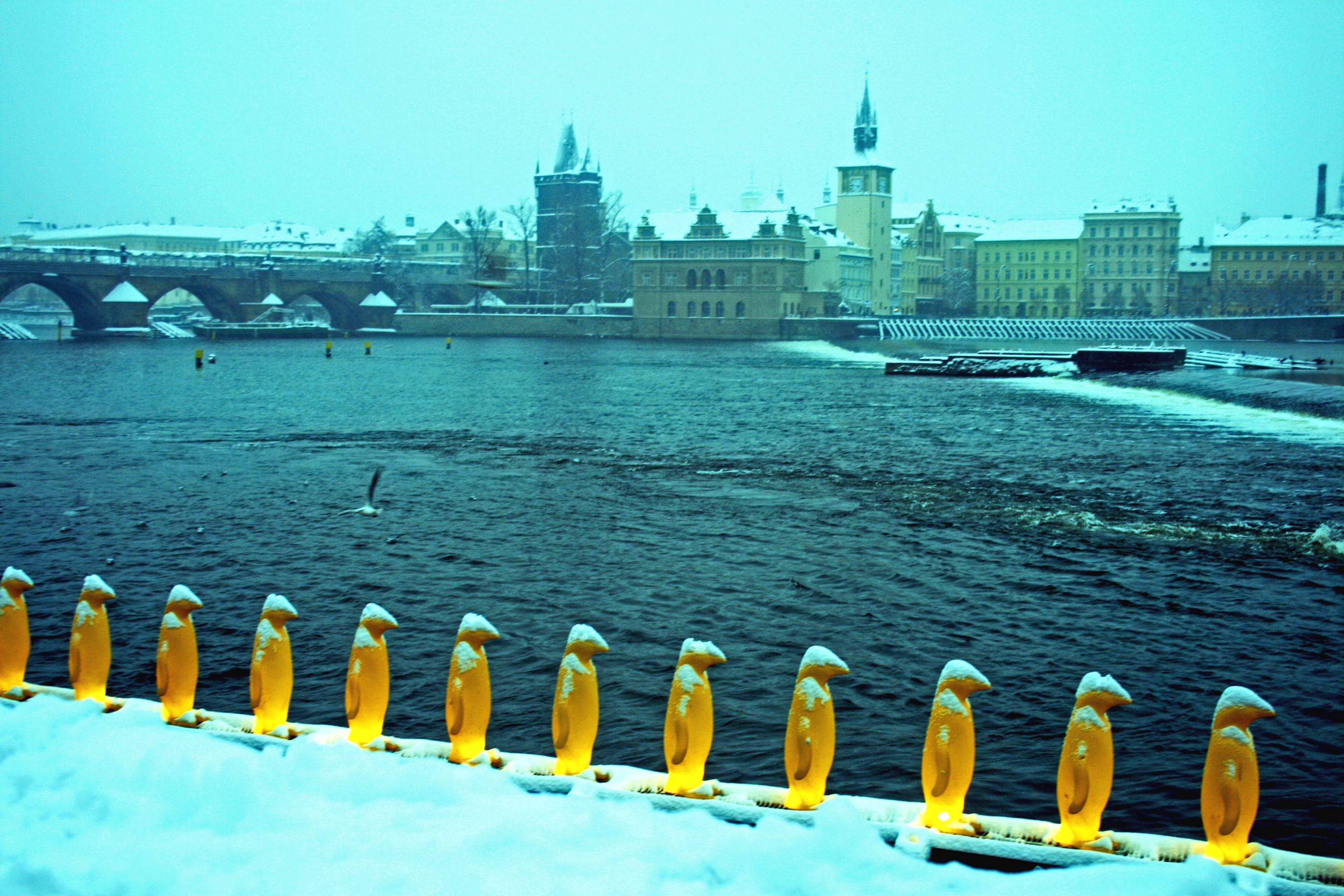
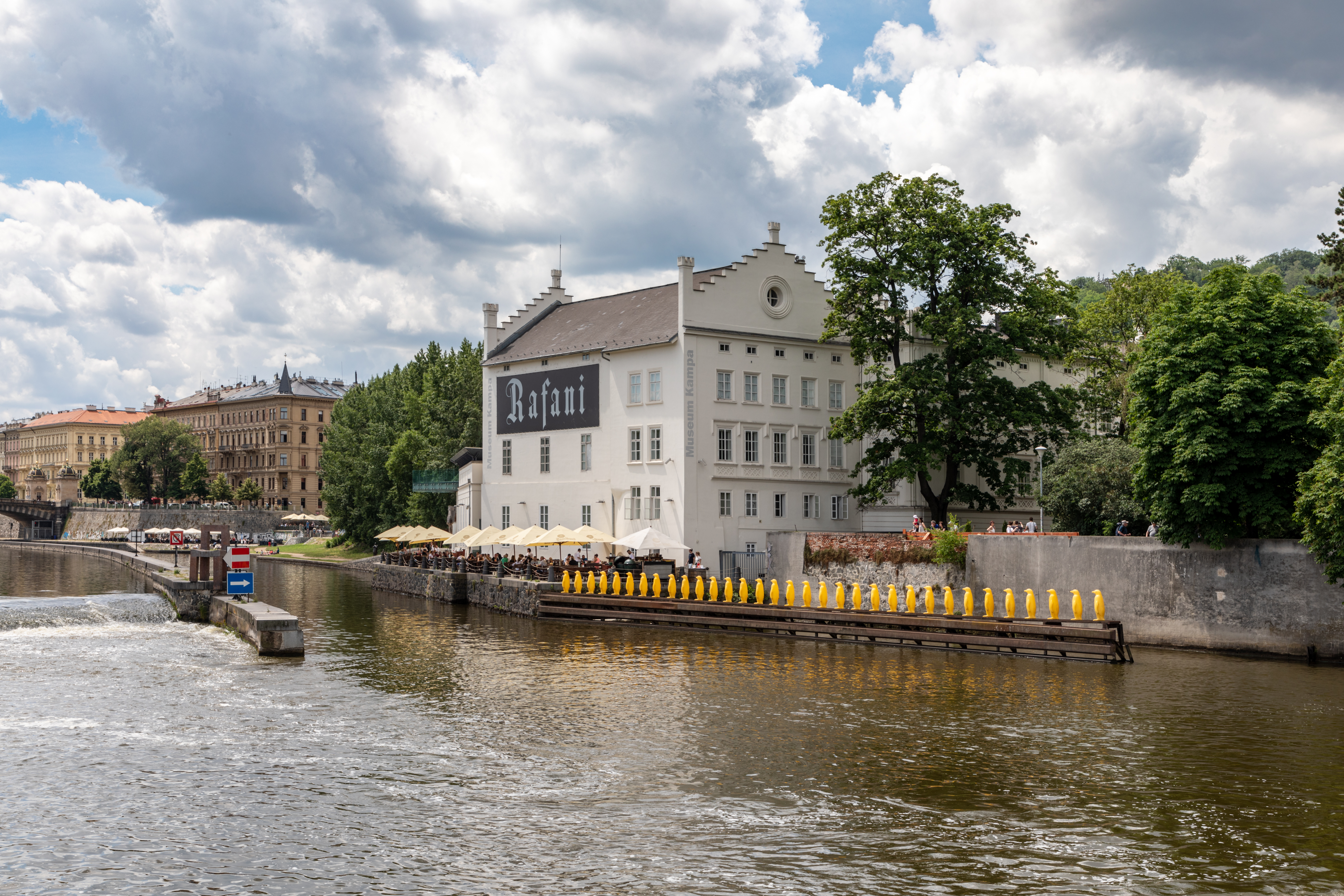